# Bolyeriidae
Famille
Les Bolyeriidae sont une famille de serpents. Ils sont appelés Boas de l'île Ronde.

## Répartition
Les espèces de cette famille sont endémiques de l'île Ronde à l'île Maurice.

## Liste des genres
Selon The Reptile Database (29 juil. 2011) :
- Bolyeria Gray, 1842
- Casarea Gray, 1842

## Publication originale
- Hoffstetter, 1946 : Remarques sur la classification des Ophidiens et particulièrement des Boides des Mascareignes (Boylerinae subfam. nov.). Bulletin du Muséum national d'Histoire naturelle, ser. 2, vol. 18, n. 1, p. 132-135.